# When I'm Gone (3 Doors Down)
When I'm Gone è un singolo del gruppo rock statunitense 3 Doors Down, pubblicato nel 2002 ed estratto dall'album Away from the Sun.

## Video
Il video della canzone è stato registrato sulla nave USS George Washington (CVN-73) nell'ottobre 2002.